# Barthel Schink
Bartholomäus (Barthel) Schink (né le 27 novembre 1927, mort le 10 novembre 1944 à Cologne) est un résistant allemand au nazisme, membre du Groupe d'Ehrenfeld.

## Biographie
D'abord membre des Pirates Edelweiss, il les quitte à l'été 1944 et rejoint le groupe d'Ehrenfeld, qui a commis de nombreux vols de nourriture et d'armes à Cologne et dissimulé également des travailleurs forcés, des juifs et des déserteurs. Bartholomäus Schink est arrêté à l'automne 1944, avec beaucoup d'autres membres du groupe, après que la cachette du groupe est trahie. Il est exécuté publiquement à l'âge de 16 ans avec douze autres membres du groupe le 10 novembre 1944 dans l'ancienne Hüttenstraße à Cologne, sans procès, par la Gestapo. L'infraction principale est cinq meurtres et une tentative de vol d'explosif.
En 1978, l'émission Monitor découvre que Schink est toujours considéré comme un criminel. En conséquence, les activités et l'environnement du groupe Ehrenfeld font l'objet d'une étude scientifique. Les pendus sont réhabilités après des années de conflit en tant que victimes du national-socialisme et honorés en 1986 par une plaque commémorative. En outre, une partie de la Hüttenstraße à Cologne-Ehrenfeld est renommée Bartholomäus-Schink-Straße. Depuis 1990, le prix Bartholomäus-Schink est décerné chaque année ; le prix vise à contribuer à l'éducation morale et politique dans le but de développer et de promouvoir l'engagement démocratique.
En 1984, le mémorial de Yad Vashem l'honore en tant que Juste parmi les nations.
L'histoire de Schink inspire le film Les Pirates de l'Edelweiss sorti en 2004.